# Joan Planellas i Barnosell
Joan Planellas i Barnosell (Girona, 7 de novembro de 1955)  é um prelado e teólogo espanhol, arcebispo de Tarragona.

## Biografia

### Princípios e treinamento
Iniciou os estudos eclesiásticos no Seminário Diocesano de Gerona (1968-1979) e, após se formar em Teologia Dogmática na Pontifícia Universidade Gregoriana, onde estudou entre 1979 e 1981, foi ordenado sacerdote em 28 de março de 1982.
Em 2003 voltou a Roma, onde fez o doutorado em Teologia Dogmática na Pontifícia Universidade Gregoriana (2003-2004).

### Atividade pastoral e teológica
Após sua ordenação, exerceu várias atribuições pastorais. Entre outros, foi reitor do Seminário de Gerona e diretor do Instituto Superior de Ciências Religiosas de Gerona; Reitor de várias freguesias de Ampurdán: Jafre, Garrigolas, Colomés, Foixá ou Rupiá. Além de reitor da Faculdade de Teologia da Catalunha e cônego da Catedral de Gerona.

### Episcopado
No dia 4 de março de 2019, o Papa Francisco o nomeou arcebispo da arquidiocese de Tarragona. Sua consagração e a inauguração da arquidiocese ocorreu em 8 de junho de 2019, na Catedral de Tarragona.

## Publicações
Entre as várias publicações teológicas que escreveu, destaca-se A Igreja dos Pobres no Concílio Vaticano II.